# Редьківка (Любецька селищна громада)
Ре́дьківка — село в Україні, у Любецькій селищній громаді Чернігівського району Чернігівської області. До 2020 орган місцевого самоврядування — Губицька сільська рада.

## Історія
РЕДЬКІВСЬКЕ ПЕРШЕ– городище 1 тис. до н. е. в селі Редьківка. Знаходиться на лівому березі Дніпра в урочищі Городок, за мостом через річку Борзну на підвищенні, яке донедавна було оточене болотом. Городище являє собою майданчик майже квадратної форми (80 X 85) з заокругленими кутами, обмежений валом, який з північно-східного і північно-західного боків досягає висоти 1,5 м. З південного боку рештки валу позначені на поверхні невеликими пагорбами і жовтуватим забарвленням ґрунту. Ймовірно село відносилося милоградської культури. Інші відомості про нього і його жителів ще залишаються таємницею історії. Відоме з кін. XIX ст. Досліджувалося в 1940–50-х pр.
Редьківка виникла 1689 року як поселення при руднні. У XVII-XIX ст. тут була домниця, де виплавляли залізо для господарських. Було і колишнє власницьке село при річці Береза за 55 верст від повітового міста, 270 осіб, 52 двори, православна церква, постоялий будинок. За 15 верст — водяний млин, винокурний завод.
Перша письмова згадка про Редьківку з’явилась у XVIII ст. Відомості про село відображаються а працях А.Ф.Шафонського,С.Величка, метричних книгах XVIII ст.,та багатьох інших статистично-описових матеріалах ("Календарі Черниговской епархии","Акты фамилии Полуботокь").
З 19 ст.- Редьківська волость,що була історичною адміністративно-територіальною одиницею Чернігівського повіту Чернігівської губернії з центром у селі Редьківка.Станом на 1885 рік складалася з 19 поселень, 19 сільських громад. Населення — 3878 осіб (1979 чоловічої статі та 1899 — жіночої), 2205 дворових господарств.
Після катастрофи на ЧАЕС село Редьківка, Ріпкінського району стала радіаційною зоною забруднення, але певний час сама катастрофа та її небезпечність для людей замовчувалися. І лише у липні 1991 року Кабміном  було прийнято Постанову №106 за якою село визнали другою зоною забруднення та  було прийнято будівництво нового села для переселення  туди жителів Редьківка.
12 червня 2020 року, відповідно до розпорядження Кабінету Міністрів України № 730-р «Про визначення адміністративних центрів та затвердження територій територіальних громад Чернігівської області», увійшло до складу Любецької селищної громади.
19 липня 2020 року, в результаті адміністративно - територіальної реформи та ліквідації Ріпкинського району, село увійшло до складу Чернігівського району Чернігівської області.

## Демографія
Внаслідок Чорнобильської катастрофи 1986 року село входить до зони безумовного (обов'язкового) відселення. Мешканців у 1991-1992 роках переселили до нового села Редьківка за 5 км від Чернігова, там для них були збудовані нові будинки з інфраструктурою. За переписом 2001 року в селі мешкало 39 жителів. На 2011 рік у селі мешкало 12 осіб. На 2015 рік у селі 7 заселених будинків, село виглядає дуже закинутим, майже як у Чорнобильській зоні.

## Інфраструктура
Українські мобільні мережі не працюють, натомість працюють білоруські мережі в роумінгу. Телебачення та радіо теж білоруське. Кілька разів на тиждень приїздить автомагазин та Укрпошта.

## Культура
Діє церква Покрови Пресвятої Богородиці.

## Земляки
Народився Процько Петро Миколайович — заслужений діяч мистецтв України.

## Галерея

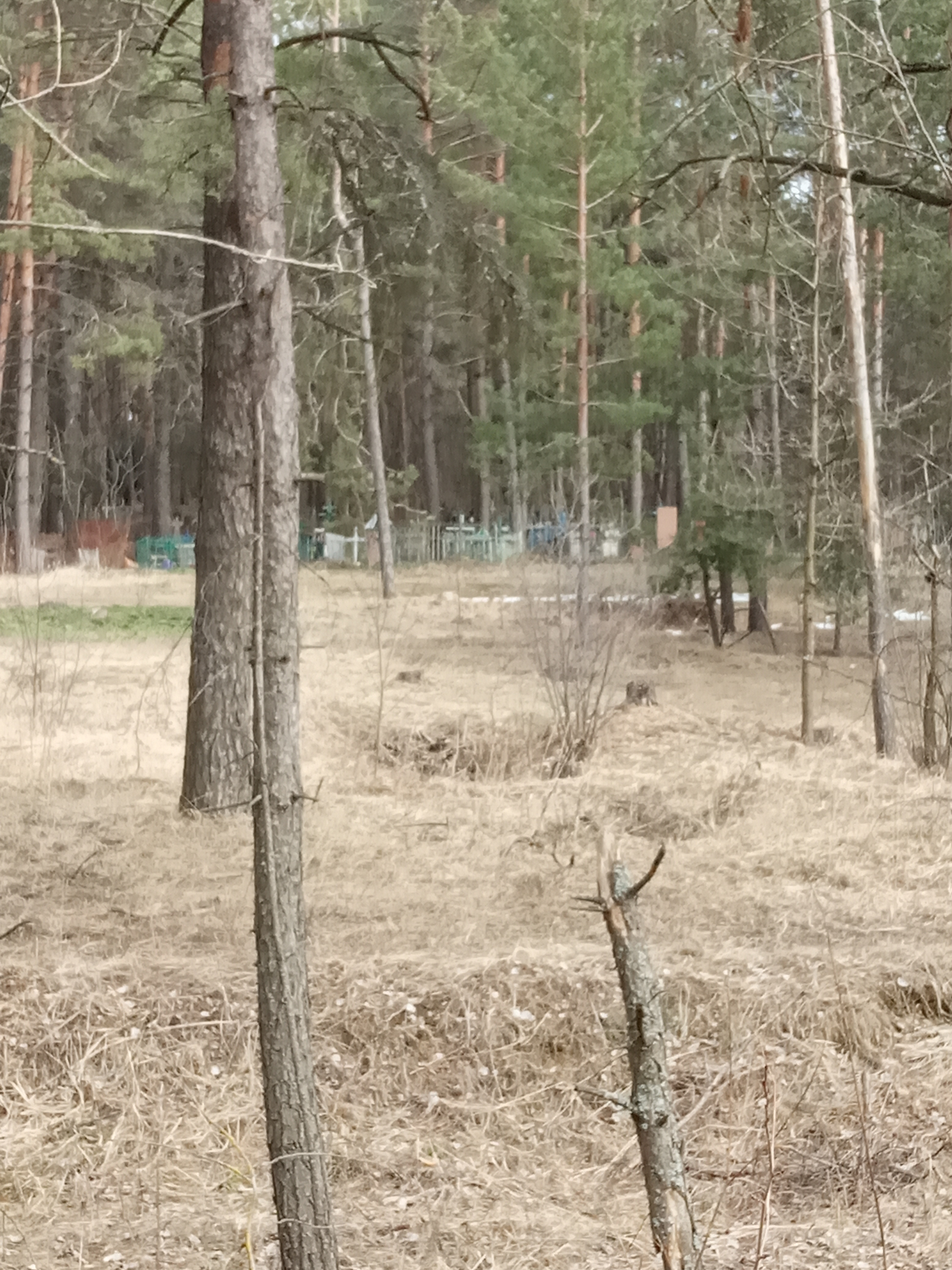
Сільське кладовище
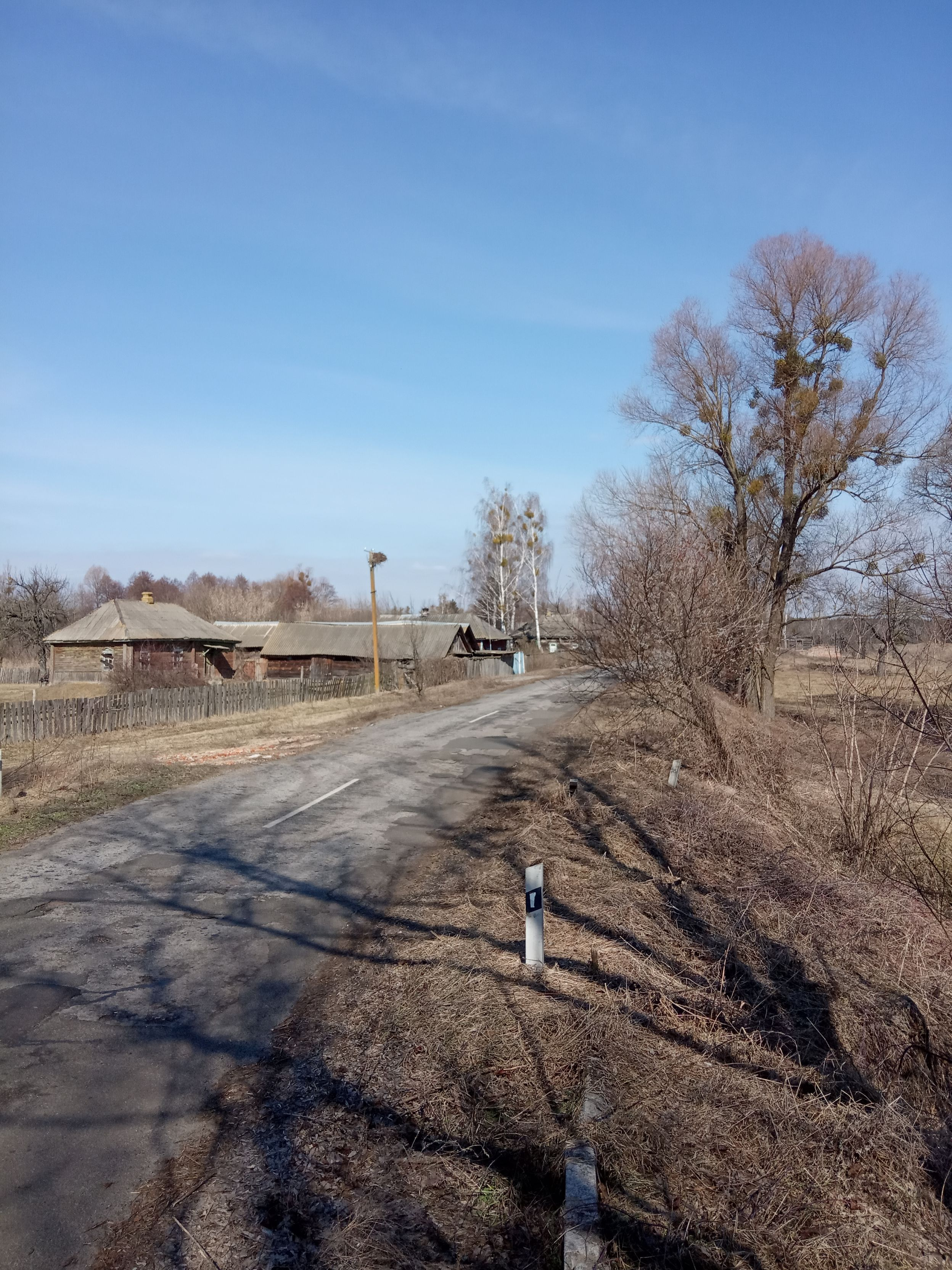
Початок села, при в'їзді із боку Губичів
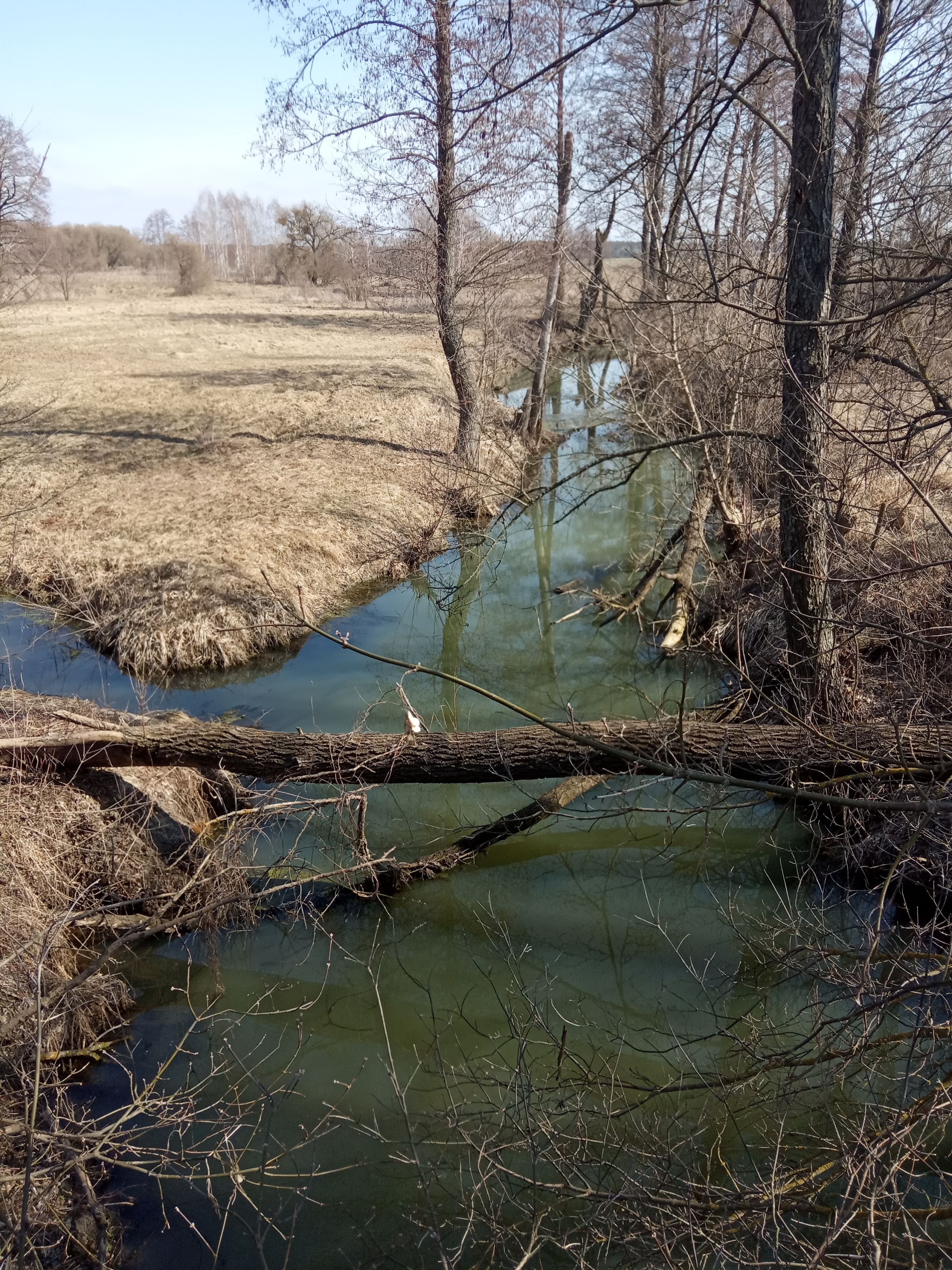
Річка Борздна на початку села, при в'їзді із села Губичі
Пам'ятник воїнам
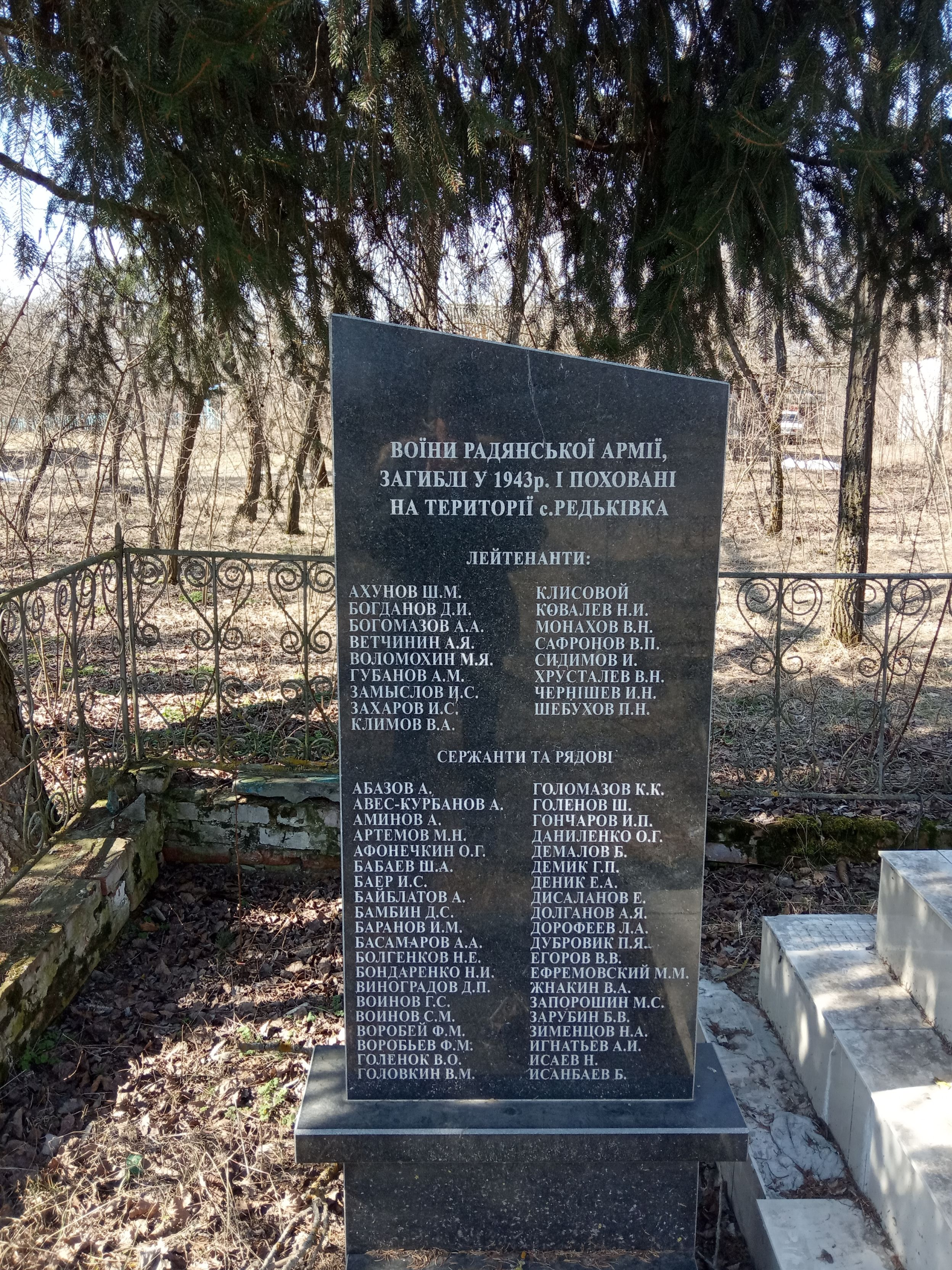
Список полеглих
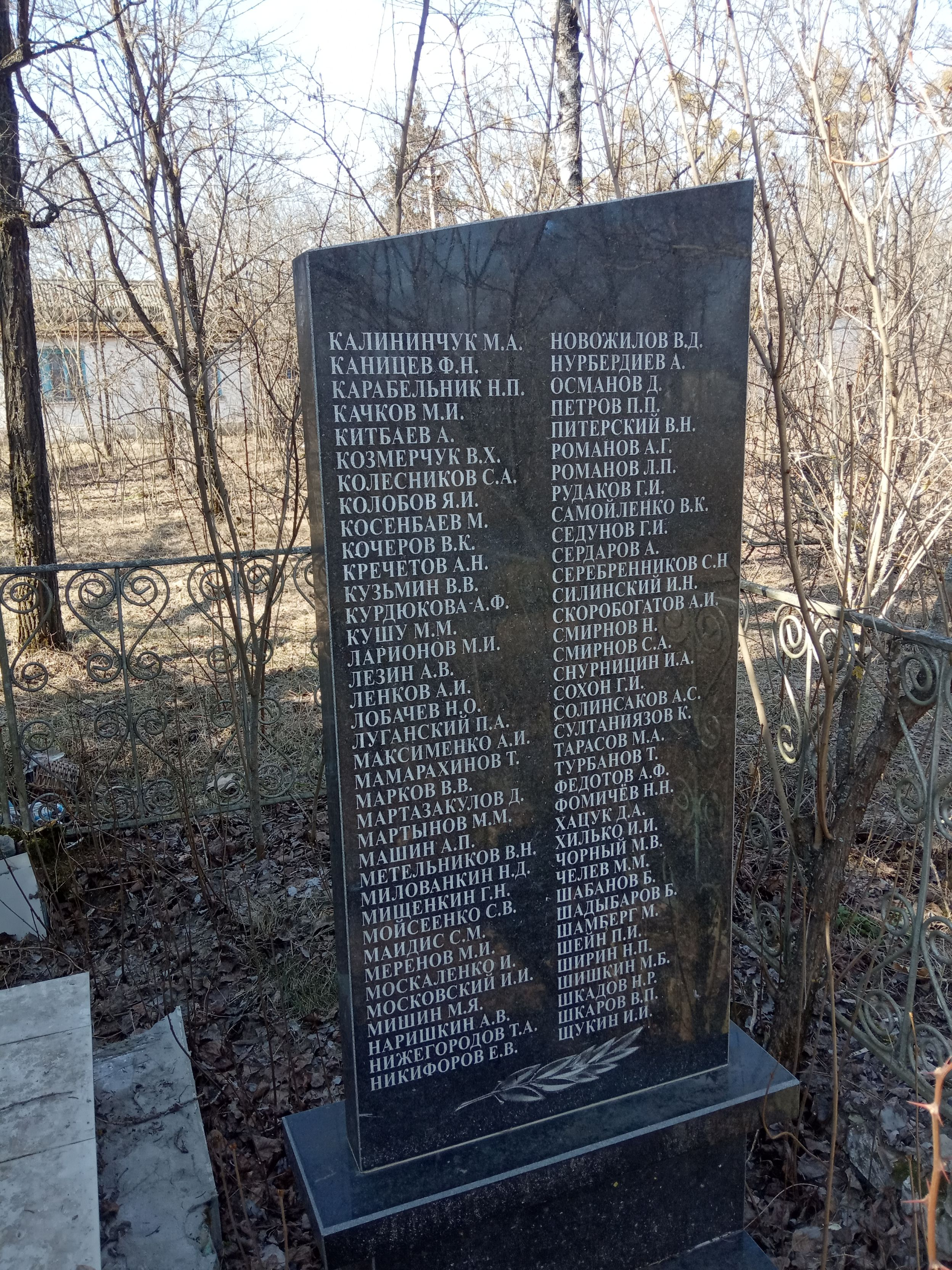
Список полеглих
Братська могила воїнів Другої світової війни
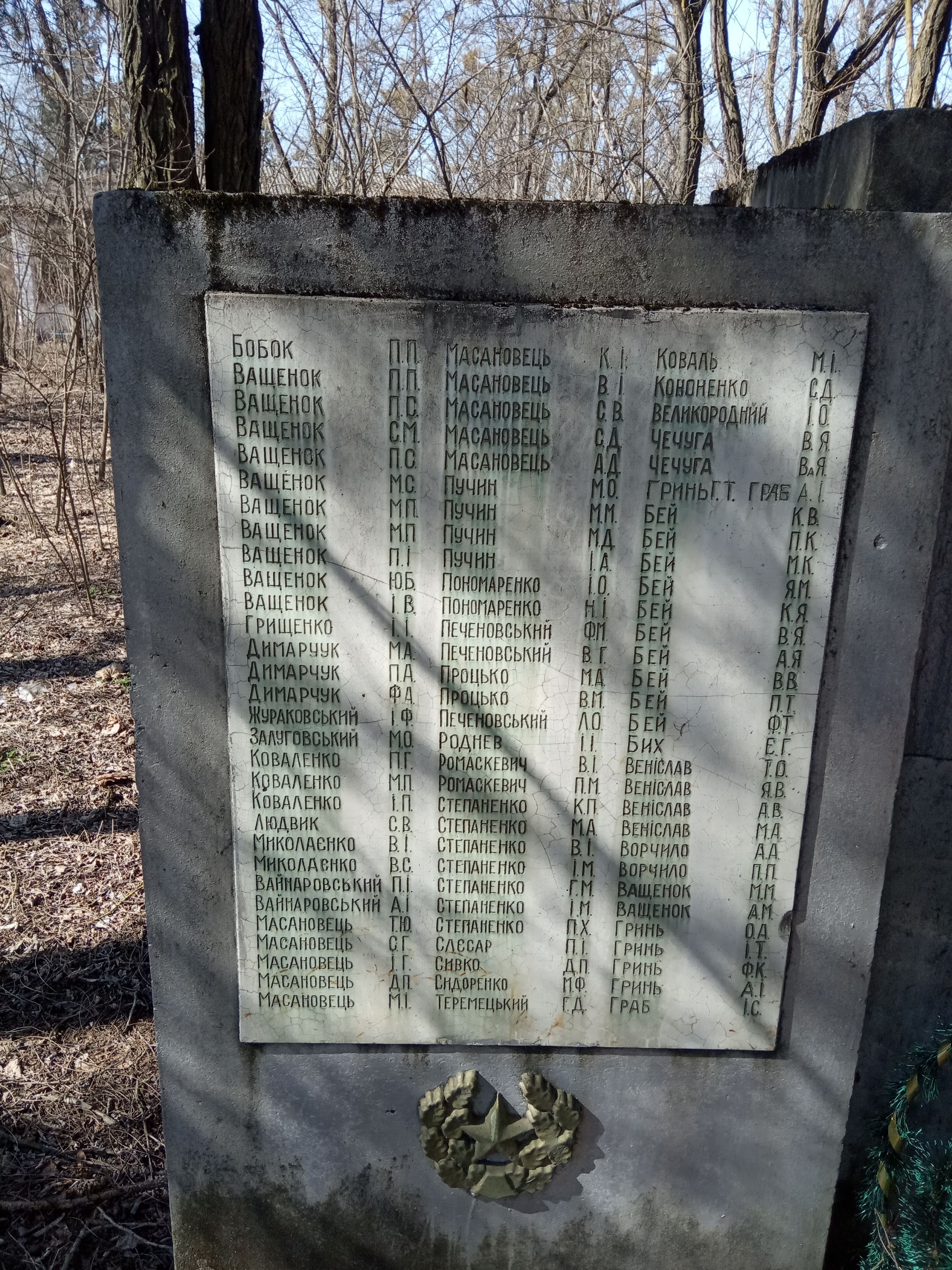
Список полеглих
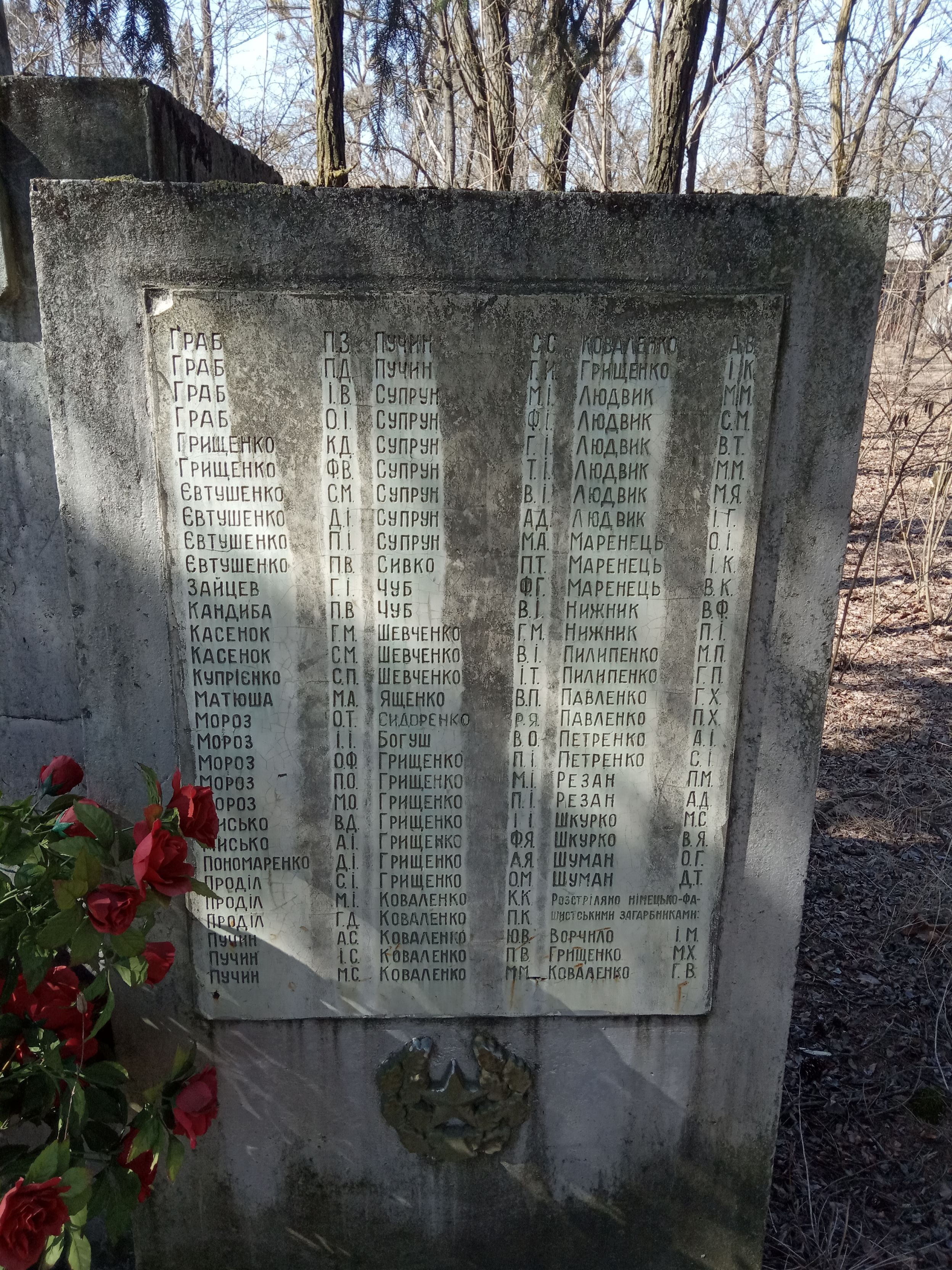
Список полеглих
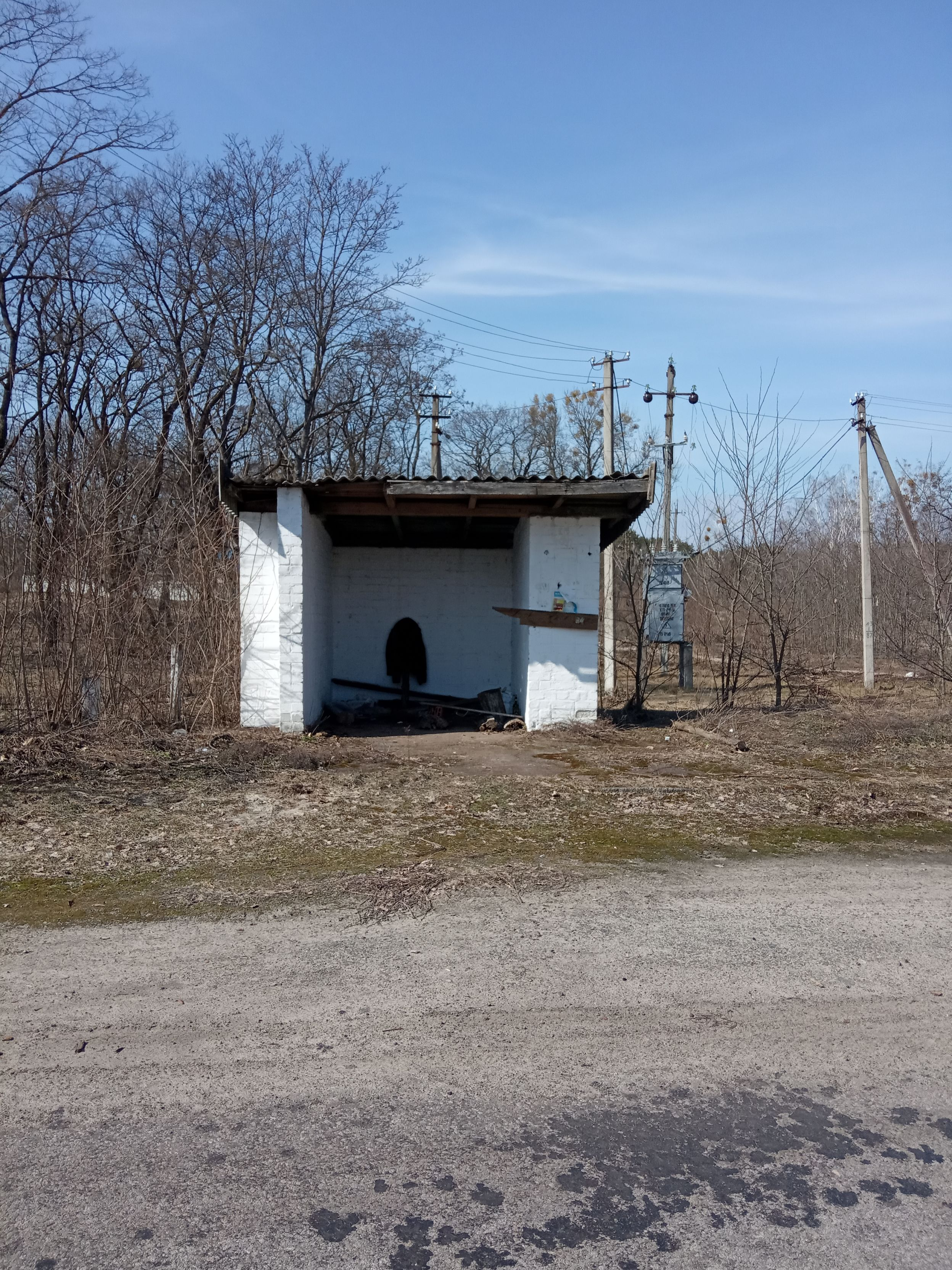
Автобусна зупинка
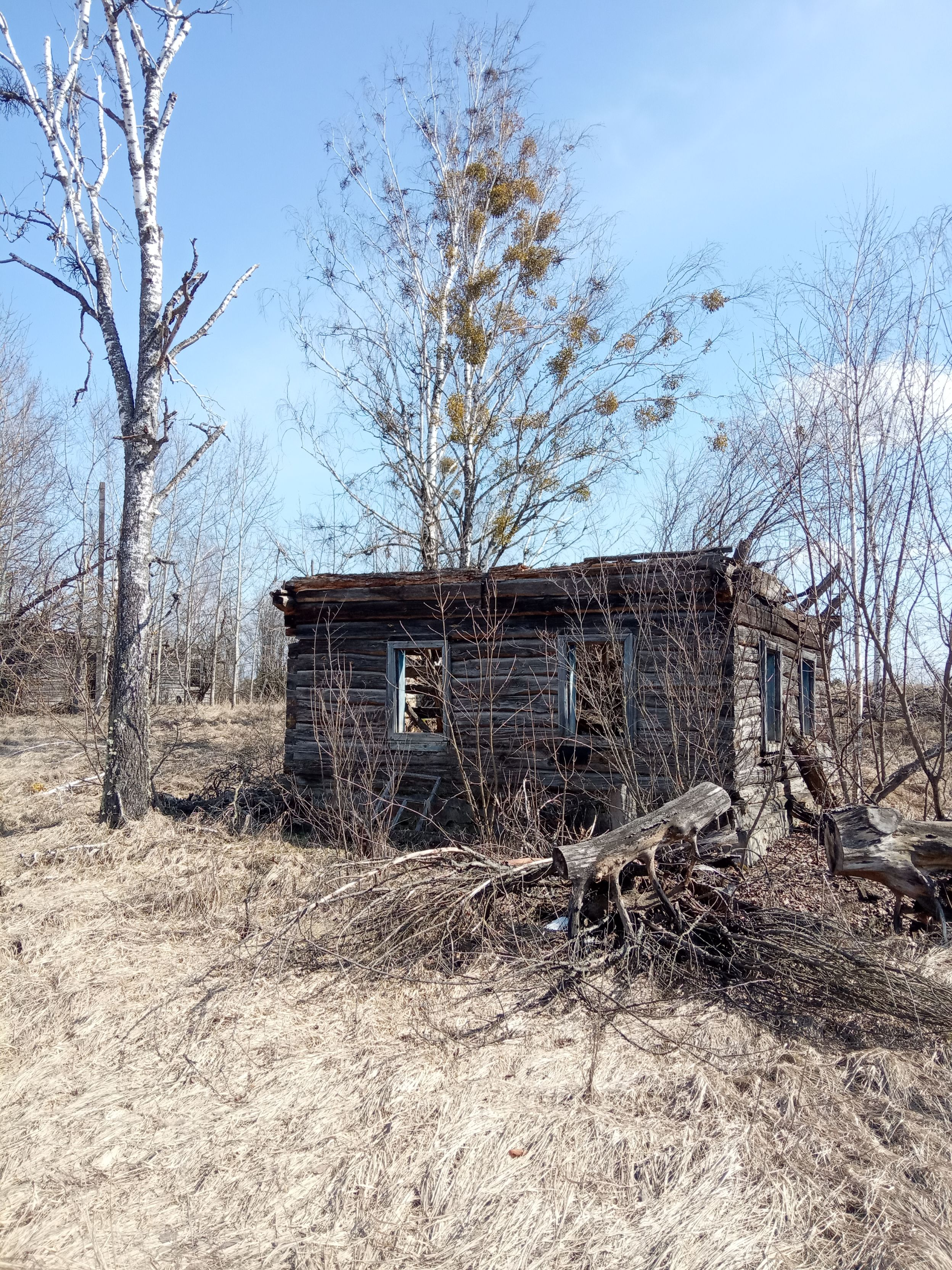
Більшість хат у такому стані після відселення жителів у 1991 році
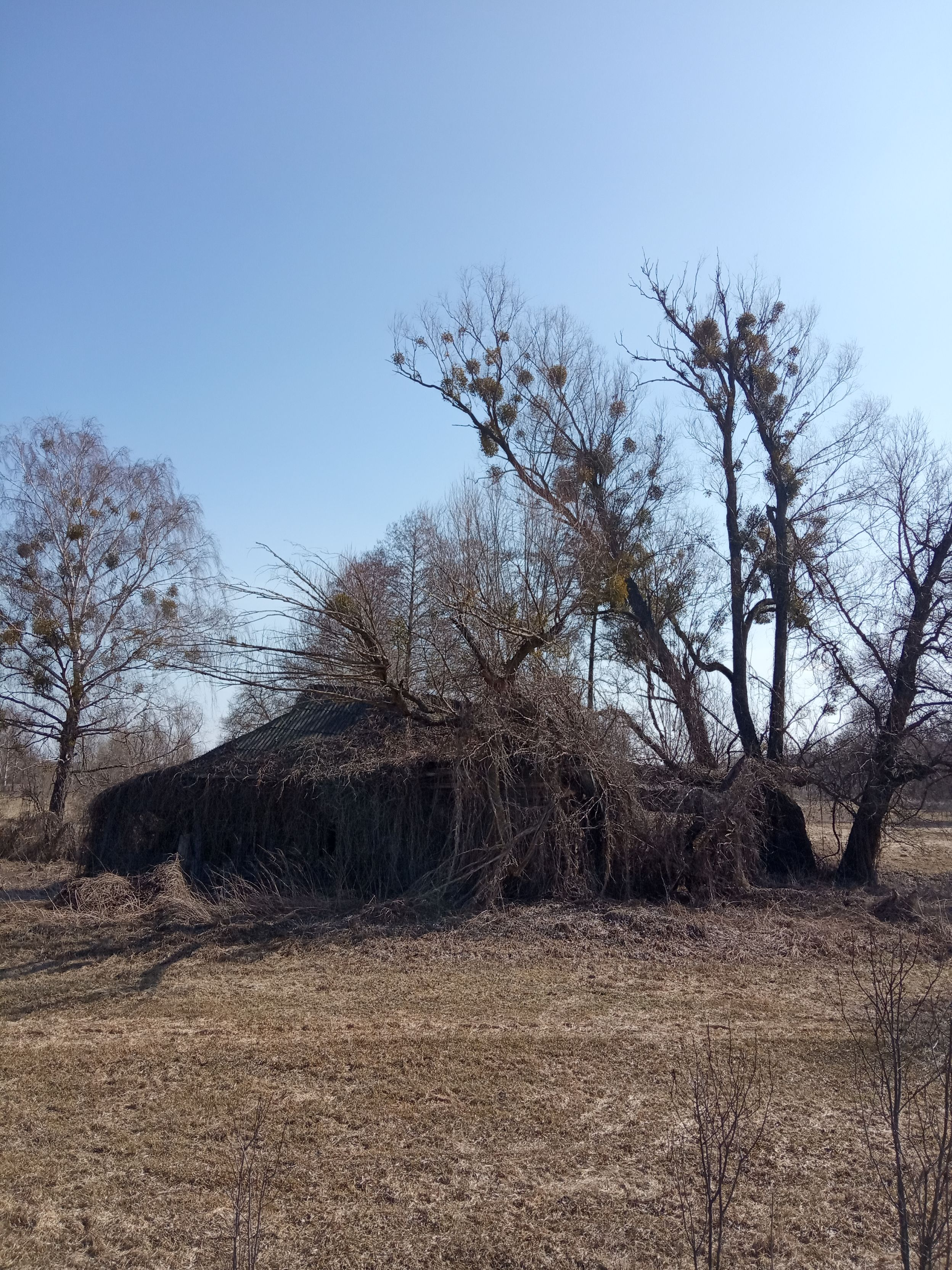
Хата під плющем
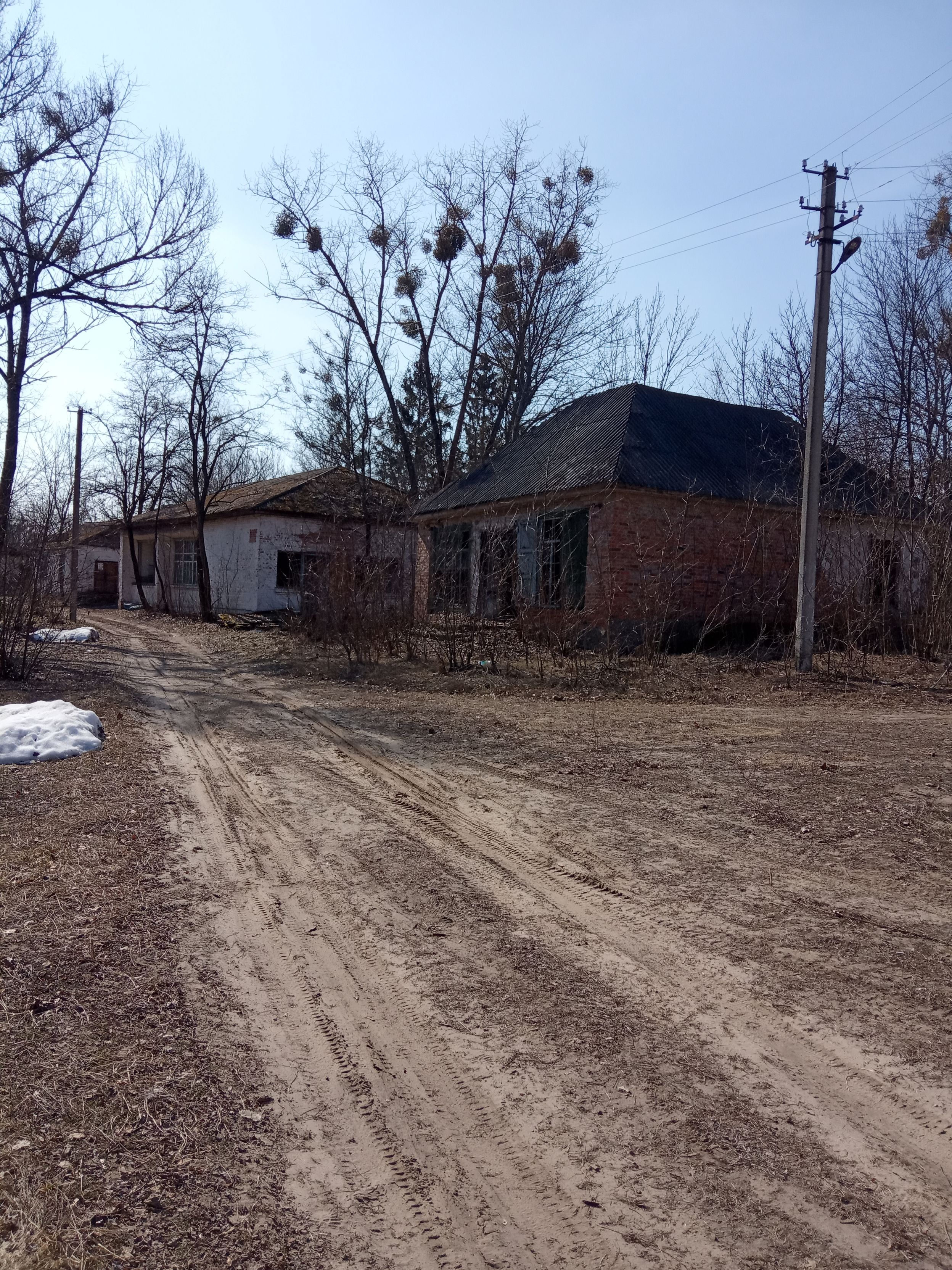
Покинуті адмін-приміщення
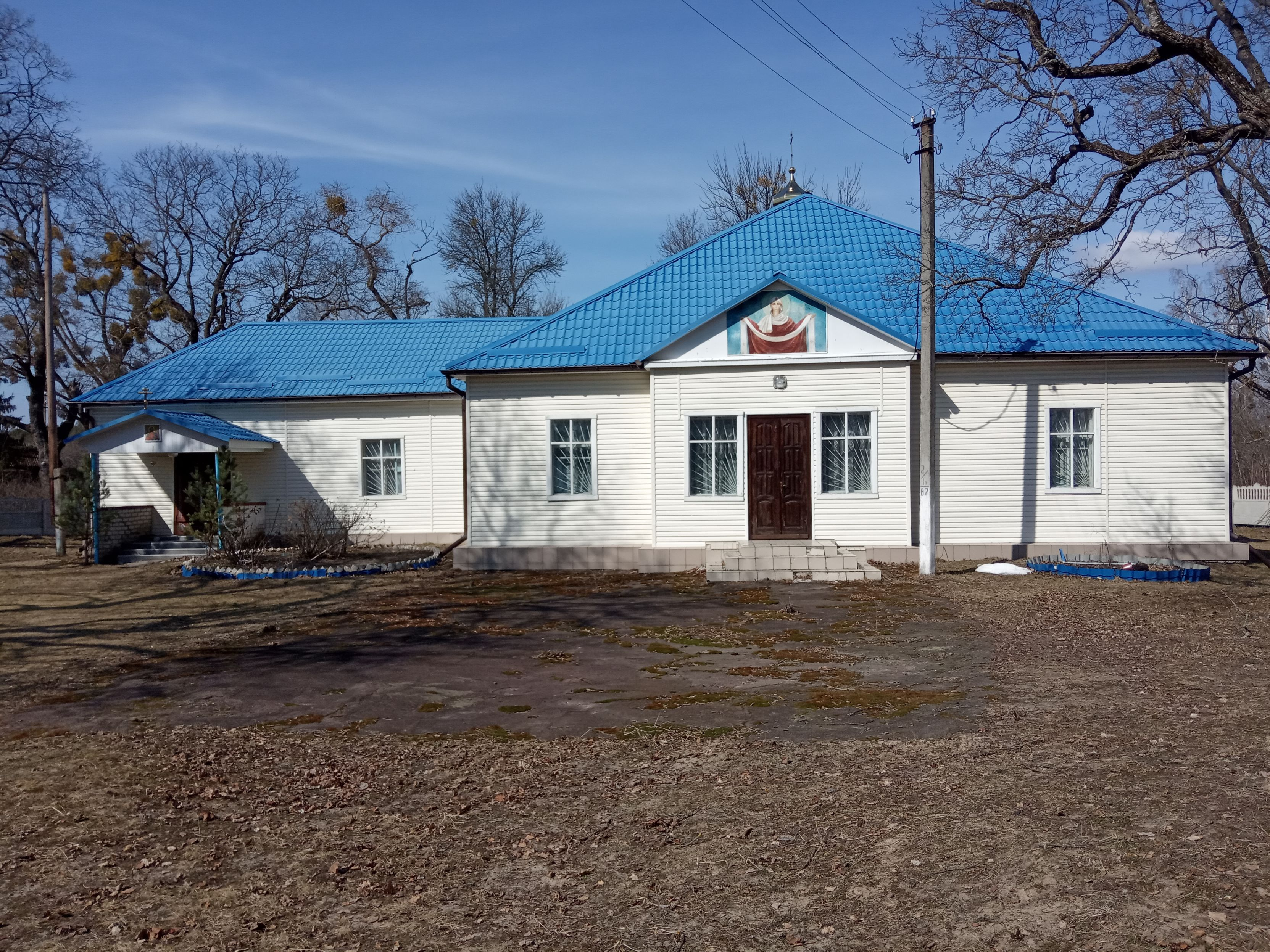
Церква
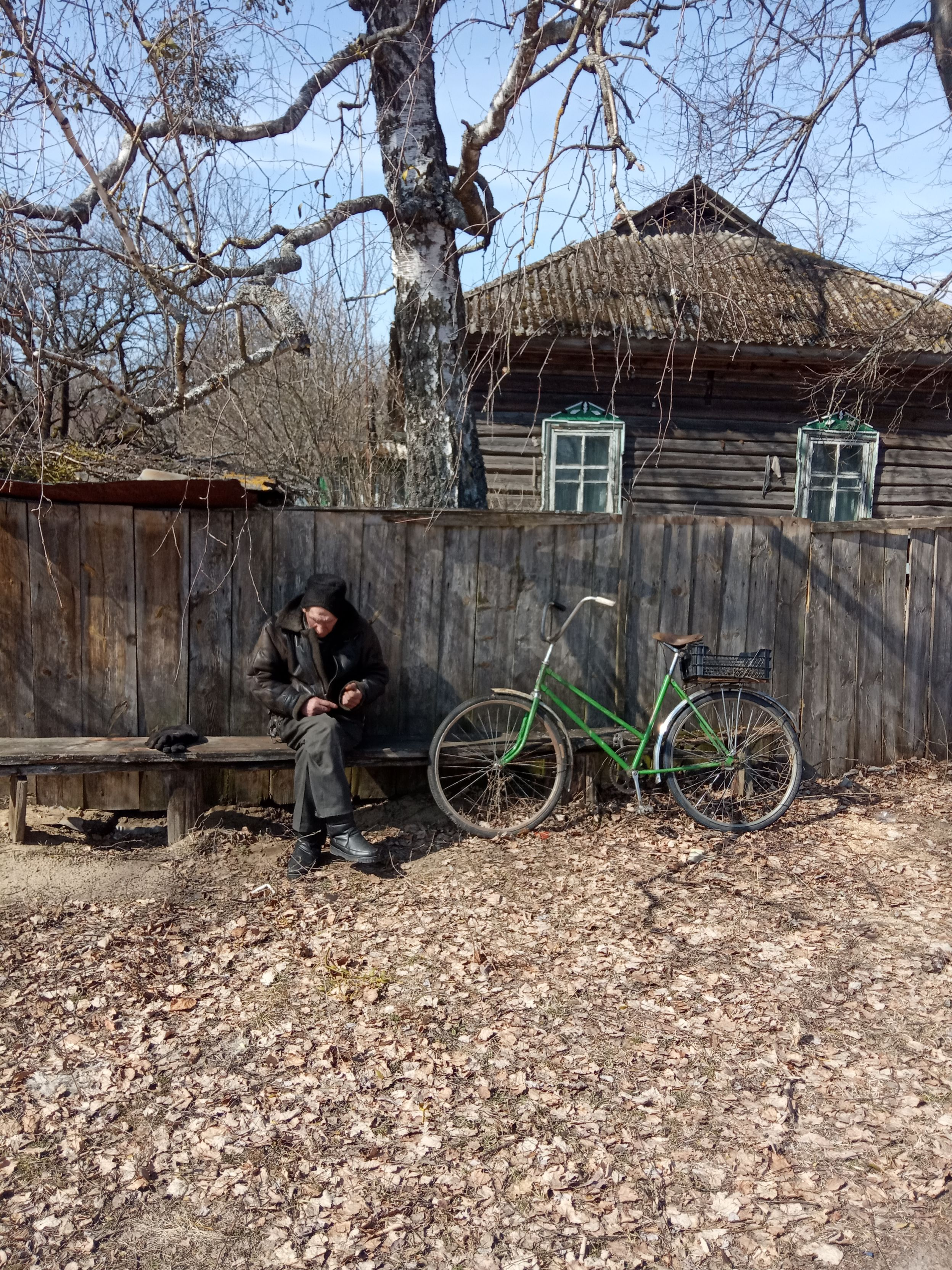
Місцевий житель, 2021 рік
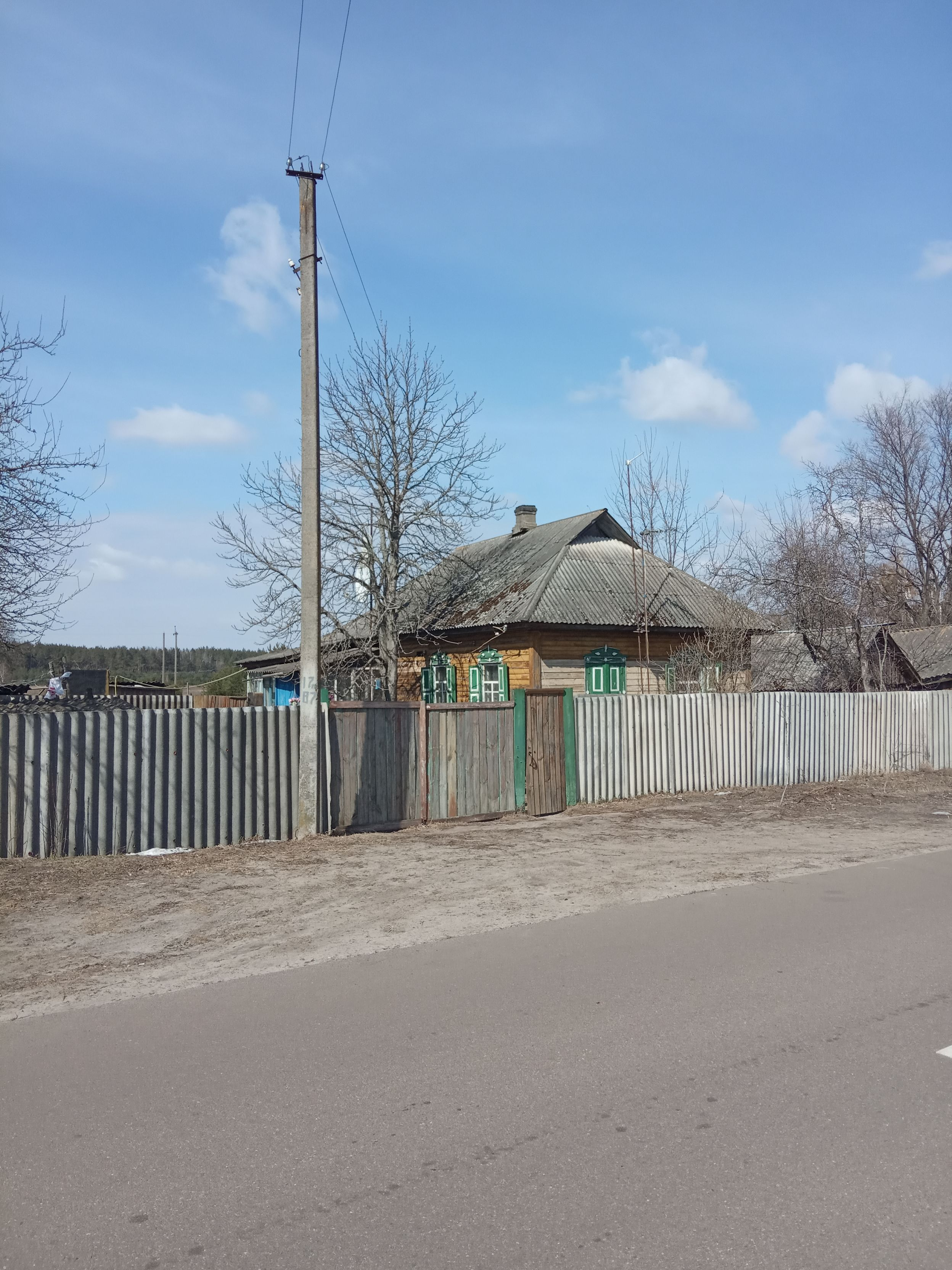
Одна із жилих хат
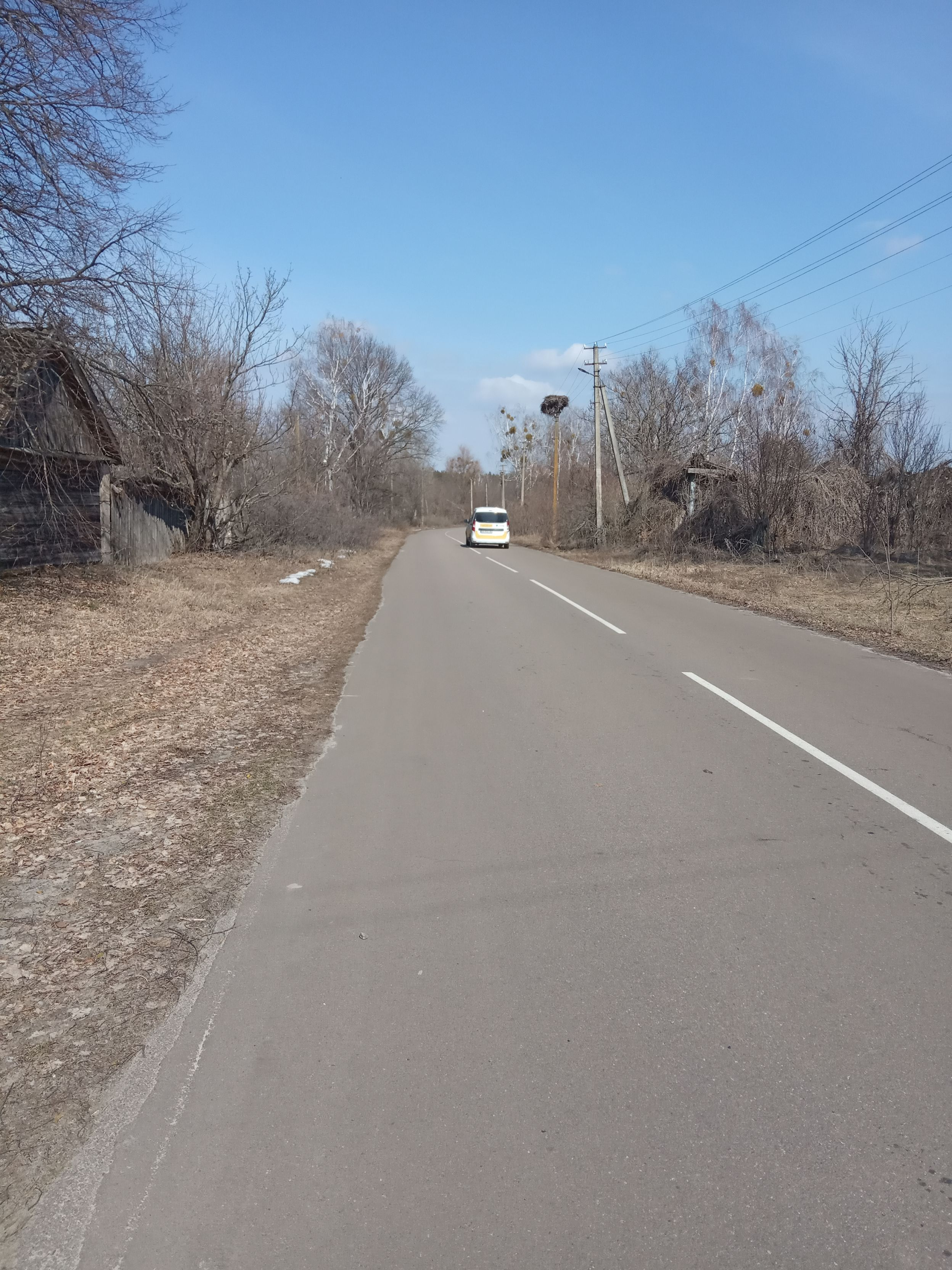
Укрпошта завозить пошту